# ミハイル・ウリヤーノフ
ミハイル・アレクサンドロヴィチ・ウリヤーノフ（ロシア語: Михаил Александрович Ульянов, ラテン文字転写: Mikhail Alexandrovich Ulyanov, 1927年11月20日 – 2007年3月26日）は、ソビエト連邦およびロシアの俳優。 第二次世界大戦後のソ連演劇界・映画界を担った代表的俳優。ソ連共産党中央委員会のメンバーであり、ソ連演劇労働組合の議長をキリール・ラヴロフと共同で務めた。

## 略歴
1927年に、現在のロシア・オムスク州にあるベルガマク村に生まれる。父アレクサンドル・アンドレーエヴィチ・ウリヤーノフ（Aleksandr Andreevich Ulyanov）は集団農場の委員長で、後にタラの市長になった人物である。父親がソ連共産党内で地位のある人物だったため、ウリヤーノフは幼い頃から恵まれた環境に育ち、本人も共産党員となる。
1946年、モスクワのヴァフタンゴフ劇場シチューキン演劇学校に入学し、演技を学ぶ。1950年に卒業すると、ヴァフタンゴフ劇場に参加し、1987年からは演出も務めるなど、2007年に亡くなるまで同劇場のメンバーだった。また、1956年から映画にも出演し、50本以上の作品に出演した。
1969年にはソ連人民芸術家の称号を得ている。また、1982年にはヴェネツィア国際映画祭特別賞を受賞している。
1969年（昭和44年）7月、『カラマーゾフの兄弟』のキャンペーンのため、来日している。
2007年にガンによる合併症により死去。

## 主な出演映画
- その窓の灯は消えない Dom, v kotorom ya zhivu (1957)
- カラマーゾフの兄弟 Bratya Karamazovy (1969)
- ヨーロッパの解放/第1部 クルスク大戦車戦 Osvobozhdenie: Ognennaya duga  (1970)
- ヨーロッパの解放/第2部 ドニエプル渡河大作戦 Osvobozhdenie: Proryv (1970)
- 帰郷 Beg (1971)
- ヨーロッパの解放/第3部・大包囲撃滅作戦 Osvobozhdenie: Napravlenie glavnogo udara (1971)
- エゴール・ブルイチョフ Yegor Bulychyov i drugiye (1972)
- レニングラード攻防戦 Blokada: Luzhskiy rubezh, Pulkovskiy meredian (1975)
- レニングラード攻防戦 II/攻防900日 Blokada: Leningradskiy metronom, Operatsiya Iskra (1978)
- 解任 Chastnaya zhizn (1982)
- ヴァーリヤ! 愛の素顔 Bez svideteley (1983)
- モスクワ大攻防戦 Bitva za Moskvu (1985)